# Little Ilford
Little Ilford is een gebied in het Londense bestuurlijke gebied London Borough of Newham, in het oosten van de regio Groot-Londen. In 2001 telde de wijk 13.329 inwoners.